# Mikołaj Gabrylewicz
Mikołaj Gabrylewicz (ur. 8 grudnia 1891 w Kamieńcu Podolskim, zm. 13 stycznia 1968 w Katowicach) – kapelmistrz, dyrygent i muzyk.

## Życiorys
Uzyskał wykształcenie wojskowe i służył w armii carskiej jak oficer. W 1919  ożenił się z Janiną Konopacką. W wyniku ustaleń umowy warszawskiej w 1920 roku wraz z żoną i synem Aleksandrem trafił do obozu jenieckiego pod Strzałkowem, a następnie zamieszkali w Słupcy.
Od 1921 roku Gabrylewicz był kapelmistrzem strażackiej orkiestry w Słupcy. Przed 1935 przestał pełnić obowiązki kapelmistrza. Około 1932 został kapelmistrzem konińskiej Straży Ogniowej. Utworzył przy straży chór męski. Był stałym pracownikiem kancelarii oddziału powiatowego straży oraz powiatowym instruktorem orkiestr strażackich.
W 1938 na łamach Głosu Konińskiego ukazał się artykuł Gabrylewicza pod tytułem Orkiestry strażackie.
W Koninie zajmował się także działalnością pedagogiczną. Gry na skrzypcach uczył m.in. swojego syna Aleksandra, Józefa Lewandowskiego oraz Bernarda Gdańskiego, muzyka i dyrygenta.
Po wybuchu wojny, 7 września 1939 roku, stanął na czele miejskiej Straży Obywatelskiej. W grudniu wraz z rodziną został przesiedlony na teren Generalnego Gubernatorstwa. Po wojnie do emerytury pracował w przemysłowej straży pożarnej w Katowicach.